# Державний кордон. На далекому кордоні
«На далекому кордоні» (рос. «На дальнем пограничье») — радянський телевізійний художній фільм, поставлений на кіностудії «Білорусьфільм» в 1988 році. Восьмий, заключний фільм телевізійного серіалу «Державний кордон».

## Сюжет
Іноземні спецслужби створюють на території СРСР шпигунські мережі. На одній з південних застав прикордонники знешкоджують агента західної розвідки і вступають в бій з ворожою диверсійною групою…

## У ролях
- Андрій Альошин —  капітан Валерій Бєлов
- Наталя Лапіна —  прапорщик Тетяна Горонова
- Ігор Слободськой —  Азіз
- Сергій Мартинов —  Олександр Лобадюк
- Віктор Корєшков —  полковник Гордєєв
- Олександр Михайличенко —  полковник Шипов
- Мірча Соцкі-Войніческу —  полковник Тагір
- Сергій Десницький —  Блейк
- Олександр Хачатрян —  Джавад
- Олексій Колесник —  Терещенко
- Вадим Уколов —  Лебедєв
- Віктор Костромін —  Сапожников
- Леонід Євтіф'єв —  Луконін
- Віктор Гоголєв —  генерал розвідцентру
- Тарас Кирейко —  рядовий Орлов
- Ігор Бірюков —  Горобець
- Катрін Кохв —  мати Валерія Бєлова
- Юрій Мисєнков —  підполковник-перекладач Дугліч
- Олександр Бєліна —  майор Зайцев
- Микола Кочегаров —  помічник Блейка

## Знімальна група
- Автор сценарію — Олег Смирнов за участю Петра Луцика, Олексія Саморядова
- Режисер-постановник — Геннадій Іванов
- Оператор-постановник — Ігор Ремішевський
- Художник-постановник — В'ячеслав Кубарєв
- Композитор — Едуард Хагогортян